# Релятивистская квантовая механика
Релятивистская квантовая механика (РКМ) — раздел квантовой физики, в котором рассматриваются релятивистские квантовые законы движения микрочастиц в одночастичном приближении. Более обще, это любая ковариантная формулировка квантовой механики (КМ). Эта теория применима к массивным частицам, движущимися со всеми скоростями, вплоть до сравнимых со скоростью света c, и к безмассовым частицам. Теория применяется в физике высоких энергий, физике элементарных частиц и физике ускорителей, а также в атомной физике, квантовой химии и физике конденсированного состояния. Нерелятивистская квантовая механика в математической формулировке квантовой механики, применяется в контексте теории относительности Галилея, в частности, к квантованию уравнений классической механики путём замены динамических переменных операторами. Релятивистская квантовая механика — это квантовая механика, применяемая совместно со специальной теорией относительности (СТО). Хотя более ранние формулировки, такие как представления Шрёдингера и Гейзенберга, изначально были сформулированы в нерелятивистской форме, некоторые из них (например, формализм Дирака или фейнмановский интеграл по траекториям) также учитывают СТО.
Ключевые особенности, общие для всех РКМ, включают: предсказание существования античастиц, спиновые магнитные моменты элементарных частиц со спином 1⁄2, тонкую структуру и квантовую динамику заряженных частиц в электромагнитных полях. Основным результатом теории является уравнение Дирака, из которого эти предсказания возникают автоматически. Напротив, в нерелятивистской квантовой механике, чтобы достичь согласия с экспериментальными наблюдениями, нужно искусственно вводить дополнительные слагаемые в оператор Гамильтона.
Наиболее успешной (и наиболее широко используемой) РКМ является релятивистская квантовая теория поля (КТП), в которой элементарные частицы интерпретируются как кванты поля. Уникальным следствием КТП в сравнении с другими РКМ, которое экспериментально подтвердили является нарушение сохранения числа частиц, например, при создании и уничтожении материи.
В этой статье уравнения написаны в знакомых обозначениях трёхмерного векторного исчисления и используют шляпы для операторов (не обязательно в литературе), а там, где можно использовать компоненты пространства и времени, также используются тензорные индексы (часто используется в литературе), кроме того, используется правило суммирования Эйнштейна. Здесь используются распространённые в литературе единицы СИ; единицы Гаусса и натуральные единицы. Все уравнения даны в координатном представлении; а для импульсного представления нужно использовать преобразование Фурье см. координатное и импульсное пространства.

## Объединение специальной теории относительности и квантовой механики
Один из подходов для расширения квантовой механики на релятивистские системы состоит в том, чтобы изменить представление Шредингера, чтобы оно соответствовало СТО.
Один из постулатов квантовой механики состоит в том, что эволюция во времени любой квантовой системы задаётся уравнением Шрёдингера:
{\displaystyle i\hbar {\frac {\partial }{\partial t}}\psi ={\hat {H}}\psi }
с помощью подходящего оператора Гамильтона Ĥ, описывающего квантовую систему. Решение этого уравнения представляет собой комплекснозначную волновую функцию ψ(r, t), зависящую от трёхмерного радиус-вектора r частицы в момент времени t, описывает поведение системы.
Каждая частица обладает неотрицательным спиновым квантовым числом s. Число 2s — целое число, нечётное для фермионов и чётное для бозонов. Для каждого s существует 2s + 1 квантовых чисел — проекций на ось z; σ = s, s − 1, ..., −s + 1, −s. Это дополнительная дискретная переменная, которая выступает дополнительным параметром волновой функции: ψ(r, t, σ).
Исторически сложилось так, что в начале 1920-х годов Паули, Крониг, Уленбек и Гаудсмит первыми предложили концепцию спина. Добавление спина в волновую функцию позволяет учитывать принцип запрета Паули (1925 г.) и более общую теорему о связи спина со статистикой (1939 г.), доказанную Маркусом Фирцем и заново выведенную Паули годом позже. Он объяснил многие явления в физике субатомных частиц: от электронных конфигураций атомов, ядер и, следовательно, всех элементов периодической таблицы и их химии, до конфигураций кварков и цветового заряда (свойства барионов и мезонов).
Фундаментальным предсказанием специальной теории относительности является релятивистское соотношение между энергией и импульсом для частицы с массой покоя m в заданной системе отсчета с энергией E и трёхмерным импульсом p, выраженным скалярным произведением {\displaystyle p={\sqrt {\mathbf {p} \cdot \mathbf {p} }}}:
{\displaystyle E^{2}=c^{2}\mathbf {p} \cdot \mathbf {p} +(mc^{2})^{2}\,.}
Эти уравнения используются вместе с операторами энергии и импульса, которые задаются в виде:
{\displaystyle {\hat {E}}=i\hbar {\frac {\partial }{\partial t}}\,,\quad {\hat {\mathbf {p} }}=-i\hbar \nabla \,,}
построить релятивистское волновое уравнение: дифференциальное уравнение в частных производных, согласующееся с релятивистским соотношением между энергией и импульсом частицы, которое решается относительно ψ для предсказания её квантовой динамики. Чтобы пространство и время были равноправны в уравнении, как в теории относительности, порядки частных производных по координатам и времени должны быть одинаковыми и в идеале как можно более низкими, чтобы не нужно было указывать начальные значения производных. Это важно для вероятностных интерпретаций, приведённых ниже. Наименьший возможный порядок любого дифференциального уравнения — первый.
Представление Гейзенберга — это ещё одна формулировка квантовой механики, когда волновая функция ψ не зависит от времени, а зависимость от времени перенесена на операторы A(t) и определяется уравнением движения:
{\displaystyle {\frac {d}{dt}}A={\frac {1}{i\hbar }}[A,{\hat {H}}]+{\frac {\partial }{\partial t}}A\,,}
Это уравнение верно и в РКМ, при условии, что операторы Гейзенберга модифицированы для согласования с СТО.
В 1926 году Шрёдингер и Гейзенберг показали, что волновая механика и матричная механика эквивалентны, что позже было подтверждено Дираком с использованием теории преобразований.
Более современный подход к РКМ, впервые появившийся во время её распространения на частицы с любым спином, заключается в применении представлений группы Лоренца.

### Пространство и время
В классической механике и нерелятивистской квантовой механике время — это абсолютная величина, с которой всегда могут согласиться все наблюдатели и частицы, «тикающая» на заднем плане независимо от точки пространства. Таким образом, в нерелятивистской квантовой механике для системы многих частиц ψ(r1, r2, r3, ..., t, σ1, σ2, σ3...) ψ(r1, r2, r3, ..., t, σ1, σ2, σ3...) ψ(r1, r2, r3, ..., t, σ1, σ2, σ3...) ψ(r1, r2, r3, ..., t, σ1, σ2, σ3...) .
В релятивистской механике пространственные координаты и временная координата не являются абсолютными; любые два наблюдателя, движущиеся относительно друг друга, могут измерять различные координаты и время событий. Координаты положения и времени естественным образом объединяются в четырёхмерный пространственно-временной вектор X = (ct, r) соответствующий событию, а энергия и 3-мпульс естественным образом объединяются в четыре импульс P = (E/c, p) движущейся частицы, измеренным в некоторой системе отсчёта, преобразуются в соответствии с преобразованием Лоренца, когда кто-то измеряет в другой системе отсчёта бусты и/или вращение относительно исходной рассматриваемой системы отсчёта. Операторы производных, а значит, операторы энергии и 3-мпульса также не инвариантны и изменяются при преобразованиях Лоренца.
При правильном ортохронном преобразовании Лоренца (r, t) → Λ(r, t) в пространстве Минковского все одночастичные квантовые состояния ψσ локально преобразуются при некотором представлении D группы Лоренца:
{\displaystyle \psi _{\sigma }(\mathbf {r} ,t)\rightarrow D(\Lambda )\psi _{\sigma }(\Lambda ^{-1}(\mathbf {r} ,t))}
где D(Λ) — конечномерное (матричное) представление, квадратная матрица размерности (2s + 1)×(2s + 1). Опять же, ψ рассматривается как вектор-столбец, содержащий компоненты с (2s + 1) допустимыми значениями σ. Квантовые числа s и σ, а также другие индексы, непрерывные или дискретные, представляющие другие квантовые числа, подавляются. Одно значение σ может встречаться более одного раза в зависимости от представления.

### Нерелятивистские и релятивистские гамильтонианы
Классический гамильтониан для частицы в потенциале описывается суммой кинетической энергии p·p/2m и потенциальной энергии V(r, t) с соответствующим квантовым оператором в представлении Шрёдингера (координатном):
{\displaystyle {\hat {H}}={\frac {{\hat {\mathbf {p} }}\cdot {\hat {\mathbf {p} }}}{2m}}+V(\mathbf {r} ,t)\,,}
а его подстановка в приведённое выше уравнение Шрёдингера приводит к нерелятивистскому уравнению квантовой механики для волновой функции. Эта процедура представляет собой прямую замену первоначального выражения для полной энергии. Напротив, в РКМ это не так просто; уравнение для связи энергии и импульса является квадратичным по энергии и импульсу, что приводит к трудностям. Прямая подстановка:
{\displaystyle {\hat {H}}={\hat {E}}={\sqrt {c^{2}{\hat {\mathbf {p} }}\cdot {\hat {\mathbf {p} }}+(mc^{2})^{2}}}\quad \Rightarrow \quad i\hbar {\frac {\partial }{\partial t}}\psi ={\sqrt {c^{2}{\hat {\mathbf {p} }}\cdot {\hat {\mathbf {p} }}+(mc^{2})^{2}}}\,\psi }
не помогает по нескольким причинам. Простого правила извлечения квадратного корня из операторов не существует. Его нужно было бы разложить в ряд по степеням, прежде чем оператор импульса, возведённый в степень в каждом члене, мог бы действовать на ψ. В такой постановки задачи степенной ряд производных по координатам и времени полностью асимметричны: производные по пространственным координатам бесконечного порядка, но производные по времени только первого порядка, что некрасиво и громоздко. Опять возникает проблема неинвариантности оператора энергии, приравненного к квадратному корню, который также не является инвариантным. Другая проблема, менее очевидная и более серьёзная, состоит в том, что можно показать, что она нелокальна и может даже нарушать причинно-следственную связь: если частица первоначально локализована в точке r0, так что ψ(r0, t = 0) конечна и равна нулю в любом другом месте, то в любой более поздний момент уравнение предсказывает делокализацию: ψ(r, t) ≠ 0 везде, даже для |r| > ct, что означает, что частица может достичь точки до того, как это сможет сделать световой сигнал. Это должно исправляться наложением дополнительного ограничения ψ(|r| > ct, t) = 0.
Существует также проблема учёта спина в гамильтониане, что не предсказывается в нерелятивистской теории Шредингера. Частицы со спином имеют соответствующий спиновый магнитный момент, равный в квантованный единицах μB, магнетону Бора:
{\displaystyle {\hat {\boldsymbol {\mu }}}_{S}=-{\frac {g\mu _{B}}{\hbar }}{\hat {\mathbf {S} }}\,,\quad \left|{\boldsymbol {\mu }}_{S}\right|=-g\mu _{B}\sigma \,,}
где g — (спиновый) g-фактор частицы, а S — спиновый оператор, поэтому они взаимодействуют с электромагнитными полями. Для частицы во внешнем магнитном поле B член взаимодействия вида
{\displaystyle {\hat {H}}_{B}=-\mathbf {B} \cdot {\hat {\boldsymbol {\mu }}}_{S}}
необходимо добавить к приведённому выше нерелятивистскому гамильтониану. Напротив; релятивистский гамильтониан автоматически вводит спин как требование соблюдения релятивистского соотношения связи энергии и импульса.
Релятивистские гамильтонианы аналогичны нерелятивистским в квантовой механике в следующем отношении; есть условия, включающие массу покоя и условия взаимодействия с внешними полями, подобные классическому слагаемому соответствующему потенциальной энергии, а также слагаемые с импульсом, такие как классический вклад кинетической энергии. Ключевое отличие состоит в том, что релятивистские гамильтонианы содержат спиновые операторы в виде матриц, в которых умножение матриц выполняется по спиновому индексу σ, поэтому в общем случае релятивистский гамильтониан:
{\displaystyle {\hat {H}}={\hat {H}}(\mathbf {r} ,t,{\hat {\mathbf {p} }},{\hat {\mathbf {S} }})}
является функцией пространства, времени и операторов импульса и спина.

### Уравнения Клейна — Гордона и Дирака для свободных частиц
Подстановка операторов энергии и импульса непосредственно в соотношение релятивистской энергии и импульса может на первый взгляд показаться привлекательной, чтобы получить уравнение Клейна — Гордона:
{\displaystyle {\hat {E}}^{2}\psi =c^{2}{\hat {\mathbf {p} }}\cdot {\hat {\mathbf {p} }}\psi +(mc^{2})^{2}\psi \,,}
и в таком виде было открыто многими людьми из-за простого способа его получения, в частности Шрёдингером в 1925 году, прежде чем он нашёл нерелятивистское уравнение, названное в его честь, и Клейном и Гордоном в 1927 году, которые включили в уравнение электромагнитные взаимодействия. Это уравнение релятивистски инвариантно, но само по себе оно не является достаточным основанием для РКМ по нескольким причинам; одна состоит в том, что существуют состояния с отрицательной энергией являющимися решениями, другая — это плотность вероятности (приведённая ниже), а также то, что это уравнение в его нынешнем виде применимо только к бесспиновым частицам. Это уравнение можно представить в виде:
{\displaystyle \left({\hat {E}}-c{\boldsymbol {\alpha }}\cdot {\hat {\mathbf {p} }}-\beta mc^{2}\right)\left({\hat {E}}+c{\boldsymbol {\alpha }}\cdot {\hat {\mathbf {p} }}+\beta mc^{2}\right)\psi =0\,,}
где α = (α1, α2, α3) и β — не просто числа или векторы, а эрмитовы матрицы размера 4 × 4, для которых выполняются условия антикоммутивности для i ≠ j:
{\displaystyle \alpha _{i}\beta =-\beta \alpha _{i},\quad \alpha _{i}\alpha _{j}=-\alpha _{j}\alpha _{i}\,,}
и их квадрат равен единичной матрице:
{\displaystyle \alpha _{i}^{2}=\beta ^{2}=I\,,}
так что члены со смешанными производными второго порядка сокращаются, а производные второго порядка по пространственным координатам и времени остаются. Первый множитель:
{\displaystyle \left({\hat {E}}-c{\boldsymbol {\alpha }}\cdot {\hat {\mathbf {p} }}-\beta mc^{2}\right)\psi =0\quad \Leftrightarrow \quad {\hat {H}}=c{\boldsymbol {\alpha }}\cdot {\hat {\mathbf {p} }}+\beta mc^{2}}
называется уравнением Дирака. Другой множитель — тоже уравнение Дирака, но для частицы с отрицательной массой. Каждый фактор релятивистски инвариантен. Рассуждения можно провести и наоборот: предложить вид гамильтониана в приведённом выше виде, как это сделал Дирак в 1928 году, затем предварительно умножить уравнение на другой множитель из операторов E + cα · p + βmc2, и сравнить с уравнением Клейна — Гордона для определения ограничений для матриц α и β. Уравнение с положительной массой можно продолжать использовать без потери согласованности. При действии на ψ матрицами, предполагают, что это не скалярная волновая функция, что разрешено для уравнения Клейна — Гордона, а вместо этого должна быть четырёхкомпонентная величина. Уравнение Дирака по-прежнему предсказывает решения с отрицательной энергией, поэтому Дирак постулировал, что состояния с отрицательной энергией всегда заняты, потому что в соответствии с принципом Паули электронные переходы с положительных на отрицательные энергетические уровни в атомах были бы запрещены. Подробнее см. Море Дирака.

### Плотности вероятности и токи
В копенгагенской интерпретации квантовой механики, созданной около 1927 года, квадрат модуля волновой функции ψ даёт функцию плотности вероятности ρ = |ψ|2. В РКМ, ψ(r, t) — волновая функция, но интерпретация вероятности не такая, как в нерелятивистской квантовой механике. Некоторые РКМ не предсказывают плотность вероятности ρ или ток вероятности j (на самом деле это означает плотность тока вероятности), потому что они не являются положительно определёнными функциями пространственных координат и времени. Уравнение Дирака приводит к
{\displaystyle \rho =\psi ^{\dagger }\psi ,\quad \mathbf {j} =\psi ^{\dagger }\gamma ^{0}{\boldsymbol {\gamma }}\psi \quad \rightleftharpoons \quad J^{\mu }=\psi ^{\dagger }\gamma ^{0}\gamma ^{\mu }\psi \,,}
где крестиком обозначен эрмитов сопряжённый (обычно авторы пишут ψ = ψ†γ0 для дираковского сопряжения), а Jμ — вероятностный четырёхток, а уравнение Клейна — Гордона не имеет:
{\displaystyle \rho ={\frac {i\hbar }{2mc^{2}}}\left(\psi ^{*}{\frac {\partial \psi }{\partial t}}-\psi {\frac {\partial \psi ^{*}}{\partial t}}\right)\,,\quad \mathbf {j} =-{\frac {i\hbar }{2m}}\left(\psi ^{*}\nabla \psi -\psi \nabla \psi ^{*}\right)\quad \rightleftharpoons \quad J^{\mu }={\frac {i\hbar }{2m}}(\psi ^{*}\partial ^{\mu }\psi -\psi \partial ^{\mu }\psi ^{*})\,,}
где ∂μ — четырёхградиента. Поскольку начальные значения как ψ, так и ∂ψ/∂t могут быть выбраны свободно, плотность тока может быть отрицательной.
Величины «плотности вероятности» и «тока вероятности», должны быть интерпретированы как плотность заряда и плотность тока при умножении на электрический заряд. Тогда волновая функция ψ вообще не является волновой функцией, а интерпретируется как поле. Плотность заряда и ток электрического заряда всегда удовлетворяют уравнению непрерывности:
{\displaystyle {\frac {\partial \rho }{\partial t}}+\nabla \cdot \mathbf {J} =0\quad \rightleftharpoons \quad \partial _{\mu }J^{\mu }=0\,,}
так как заряд является сохраняющейся величиной. Плотность вероятности и ток вероятности также удовлетворяют уравнению неразрывности, поскольку вероятность сохраняется, однако это возможно только при отсутствии взаимодействий.

## Спин и электромагнитно взаимодействующие частицы
Включение взаимодействий в РКМ, как правило, затруднено. Модель с минимальной связью — это простой способ учёта электромагнитного взаимодействия. Для одной заряженной частицы с электрическим зарядом q в электромагнитном поле, определяемой магнитным векторным потенциалом A(r, t) определяемым магнитным полем B = ∇ × A, и электрическим скалярным потенциалом ϕ(r, t):
{\displaystyle {\hat {E}}\rightarrow {\hat {E}}-q\phi \,,\quad {\hat {\mathbf {p} }}\rightarrow {\hat {\mathbf {p} }}-q\mathbf {A} \quad \rightleftharpoons \quad {\hat {P}}_{\mu }\rightarrow {\hat {P}}_{\mu }-qA_{\mu }}
где Pμ — 4-импульс, которому соответствует 4-импульсный оператор, а Aμ — 4-потенциал. Эта замена также называется удлинением производной. В дальнейшем нерелятивистский предел относится к предельным случаям:
{\displaystyle E-e\phi \approx mc^{2}\,,\quad \mathbf {p} \approx m\mathbf {v} \,,}
где полная энергия частицы приблизительно равна энергии покоя для малых электрических потенциалов, а импульс приблизительно равен классическому импульсу.

### Спин 0
В РКМ уравнение Клейна — Гордона допускает использование минимальной связи следующего типа
{\displaystyle {({\hat {E}}-q\phi )}^{2}\psi =c^{2}{({\hat {\mathbf {p} }}-q\mathbf {A} )}^{2}\psi +(mc^{2})^{2}\psi \quad \rightleftharpoons \quad \left[{({\hat {P}}_{\mu }-qA_{\mu })}{({\hat {P}}^{\mu }-qA^{\mu })}-{(mc)}^{2}\right]\psi =0.}
В случае, когда заряд равен нулю, уравнение сводится к свободному уравнению Клейна — Гордона, поэтому ниже предполагается ненулевой заряд. Это скалярное уравнение, инвариантное относительно неприводимого одномерного скалярного (0,0) представления группы Лоренца. Это означает, что все его решения будут принадлежать прямой сумме (0,0) представлений. Решения, не принадлежащие неприводимому (0,0) представлению, будут иметь два или более независимых компонента. Такие решения, вообще говоря, не могут описывать частицы с ненулевым спином, поскольку компоненты спина не являются независимыми. Для этого придётся наложить другое ограничение, например, уравнение Дирака для спина 1/2 ниже. Таким образом, если система удовлетворяет только уравнению Клейна — Гордона, её можно интерпретировать только как систему с нулевым спином.
Электромагнитное поле рассматривается классически в соответствии с уравнениями Максвелла, а частица описывается волновой функцией, решением уравнения Клейна — Гордона. Уравнение в его нынешнем виде не всегда очень полезно, потому что массивные бесспиновые частицы, такие как π -мезоны, испытывают дополнительно сильное взаимодействие помимо электромагнитного взаимодействия. Однако оно правильно описывает заряженные бесспиновые бозоны в отсутствие других взаимодействий.
Уравнение Клейна — Гордона применимо к бесспиновым заряженным бозонам во внешнем электромагнитном потенциале. Таким образом, уравнение нельзя применить к описанию атомов, поскольку электрон представляет собой частицу со спином 1/2. В нерелятивистском пределе уравнение сводится к уравнению Шрёдингера для бесспиновой заряженной частицы в электромагнитном поле:
{\displaystyle \left(i\hbar {\frac {\partial }{\partial t}}-q\phi \right)\psi ={\frac {1}{2m}}{({\hat {\mathbf {p} }}-q\mathbf {A} )}^{2}\psi \quad \Leftrightarrow \quad {\hat {H}}={\frac {1}{2m}}{({\hat {\mathbf {p} }}-q\mathbf {A} )}^{2}+q\phi .}

### Спин1/2
В нерелятивистской квантовой механике спин был феноменологически введён в уравнение Паули его создателем в 1927 году для частиц в электромагнитном поле:
{\displaystyle \left(i\hbar {\frac {\partial }{\partial t}}-q\phi \right)\psi =\left[{\frac {1}{2m}}{({\boldsymbol {\sigma }}\cdot (\mathbf {p} -q\mathbf {A} ))}^{2}\right]\psi \quad \Leftrightarrow \quad {\hat {H}}={\frac {1}{2m}}{({\boldsymbol {\sigma }}\cdot (\mathbf {p} -q\mathbf {A} ))}^{2}+q\phi }
с помощью матрицы Паули размерности 2 × 2, а ψ — это не просто скалярная волновая функция, как в нерелятивистском уравнении Шрёдингера, а двухкомпонентный спинор:
{\displaystyle \psi ={\begin{pmatrix}\psi _{\uparrow }\\\psi _{\downarrow }\end{pmatrix}}\,,}
где индексы ↑ и ↓ относятся к состояниям со «спином вверх» (σ = +1/2) и «спину вниз» (σ = −1/2).
В РКМ уравнение Дирака также может включать минимальную связь
{\displaystyle \left(i\hbar {\frac {\partial }{\partial t}}-q\phi \right)\psi =\gamma ^{0}\left[c{\boldsymbol {\gamma }}\cdot {({\hat {\mathbf {p} }}-q\mathbf {A} )}-mc^{2}\right]\psi \quad \rightleftharpoons \quad \left[\gamma ^{\mu }({\hat {P}}_{\mu }-qA_{\mu })-mc^{2}\right]\psi =0}
и матрицы Дирака имеют размер 4 × 4, γ0 = β, γ = (γ1, γ2, γ3) = βα = (βα1, βα2, βα3). Существует единичная матрица 4 × 4, предварительно умножающая оператор энергии (включая потенциальную энергию), обычно не записываемая для простоты и ясности (то есть рассматриваемая как число 1). Здесь ψ — четырёхкомпонентный спинор, который условно разбивается на два двухкомпонентных спинора в виде:
{\displaystyle \psi ={\begin{pmatrix}\psi _{+}\\\psi _{-}\end{pmatrix}}={\begin{pmatrix}\psi _{+\uparrow }\\\psi _{+\downarrow }\\\psi _{-\uparrow }\\\psi _{-\downarrow }\end{pmatrix}}}
2-спинор ψ+ соответствует частице с 4-импульсом (E, p) и зарядом q и двумя спиновыми состояниями (σ = ±1/2 как и раньше). Другой 2-спинор ψ− соответствует аналогичной частице с той же массой и спиновыми состояниями, но с отрицательным 4-импульсом−(E, p) и отрицательным зарядом −q, то есть состояниями с отрицательной энергией, обращённым во времени импульсом и отрицательным зарядом. Это была первая интерпретация и предсказание частицы и соответствующей ей античастицы. В нерелятивистском пределе уравнение Дирака сводится к уравнению Паули. При применении к одноэлектронному атому или иону, калибровка A = 0 и ϕ для соответствующего электростатического потенциала, дополнительные релятивистские члены включают спин-орбитальное взаимодействие, гиромагнитное отношение электронов и дарвиновский вклад. В нереляьтвтстской квантовой механике эти члены приходится вводить вручную и проводить рассчёт с помощью теории возмущений. Положительные энергии действительно точно объясняют тонкую структуру.
В рамках РКМ для безмассовых частиц уравнение Дирака сводится к
{\displaystyle \left({\frac {\hat {E}}{c}}+{\boldsymbol {\sigma }}\cdot {\hat {\mathbf {p} }}\right)\psi _{+}=0\,,\quad \left({\frac {\hat {E}}{c}}-{\boldsymbol {\sigma }}\cdot {\hat {\mathbf {p} }}\right)\psi _{-}=0\quad \rightleftharpoons \quad \sigma ^{\mu }{\hat {P}}_{\mu }\psi _{+}=0\,,\quad \sigma _{\mu }{\hat {P}}^{\mu }\psi _{-}=0\,,}
первым из которых является уравнение Вейля, — значительное упрощение, применимое к безмассовым нейтрино. На этот раз имеется единичная матрица 2 × 2, на которую умножается оператор энергии, обычно не записываемая. В РКМ полезно принять её как нулевую матрицу Паули σ0, которая связана с оператором энергии (производной по времени), так же как другие три матрицы связаны с оператором импульса (пространственными производными).
Матрицы Паули и гамма-матрицы используются в теоретической физике, а не в чистой математике. У них есть приложения к кватернионам и к группам Ли, SO (2) и SO (3), потому что они удовлетворяют важным коммутационным соостношениям:коммутатор [ , ] и антикоммутатор [ , ]+ соответственно:
{\displaystyle \left[\sigma _{a},\sigma _{b}\right]=2i\varepsilon _{abc}\sigma _{c}\,,\quad \left[\sigma _{a},\sigma _{b}\right]_{+}=2\delta _{ab}\sigma _{0}}
где εabc — трёхмерный символ Леви-Чивиты. Гамма-матрицы образуют базис в алгебре Клиффорда и связаны с компонентами плоской пространственно-временной метрики Минковского ηαβ антикоммутационным соотношением:
{\displaystyle \left[\gamma ^{\alpha },\gamma ^{\beta }\right]_{+}=\gamma ^{\alpha }\gamma ^{\beta }+\gamma ^{\beta }\gamma ^{\alpha }=2\eta ^{\alpha \beta }\,,}
(Это можно распространить на искривленное пространство-время, но это не является предметом изучения специальной теории относительности).
В 1929 году было обнаружено, что уравнение Брейта описывает два или более электромагнитно взаимодействующих массивных фермионов со спином 1/2 с релятивистскими поправками первого порядка; одна из первых попыток описать такую релятивистскую квантовую систему многих частиц. Однако это всё ещё только приближение, и полный гамильтониан включает в себя множество длинных и сложных сумм.

### Спиральность и хиральность
Оператор спиральности определяется как
{\displaystyle {\hat {h}}={\hat {\mathbf {S} }}\cdot {\frac {\hat {\mathbf {p} }}{|\mathbf {p} |}}={\hat {\mathbf {S} }}\cdot {\frac {c{\hat {\mathbf {p} }}}{\sqrt {E^{2}-(m_{0}c^{2})^{2}}}}}
где p — оператор импульса, S — оператор спина для частицы со спином s, E — полная энергия частицы, а m0 — её масса покоя. Спиральность указывает на ориентацию векторов спина и импульса частицы. Спиральность зависит от системы отсчёта из-за присутствия 3-мпульса в определении и квантуется по спину, которое имеет дискретные положительные значения для параллельного выравнивания и отрицательные значения для антипараллельного выравнивания.
Автоматическим появлением в уравнении Дирака (и уравнении Вейля) является проекция оператора спина 1/2 на 3-мпульс (умноденного на c), σ · c p, который является спиральностью (для спина 1/2 умноженного на {\displaystyle {\sqrt {E^{2}-(m_{0}c^{2})^{2}}}\,.}
Для безмассовых частиц спиральность упрощается до:
{\displaystyle {\hat {h}}={\hat {\mathbf {S} }}\cdot {\frac {c{\hat {\mathbf {p} }}}{E}}\,.}

### Высшие спины
Уравнение Дирака описывает только частицы со спином 1/2. Помимо уравнения Дирака, РКМ применялись к свободным частицам с различными спинами. В 1936 году Дирак распространил своё уравнение на все фермионы, три года спустя Фирц и Паули заново вывели то же уравнение. Уравнения Баргмана — Вигнера были найдены в 1948 году с использованием теории групп Лоренца, применимой для всех свободных частиц с любым спином. Учитывая приведённую выше факторизацию уравнения Клейна — Гордона и, более строго, теорию групп Лоренца, становится очевидным введение спина в виде матриц.
Волновые функции представляют собой многокомпонентные спинорные поля, которые можно представить в виде вектор-столбцов функций в пространстве и времени:
{\displaystyle \psi (\mathbf {r} ,t)={\begin{bmatrix}\psi _{\sigma =s}(\mathbf {r} ,t)\\\psi _{\sigma =s-1}(\mathbf {r} ,t)\\\vdots \\\psi _{\sigma =-s+1}(\mathbf {r} ,t)\\\psi _{\sigma =-s}(\mathbf {r} ,t)\end{bmatrix}}\quad \rightleftharpoons \quad {\psi (\mathbf {r} ,t)}^{\dagger }={\begin{bmatrix}{\psi _{\sigma =s}(\mathbf {r} ,t)}^{\star }&{\psi _{\sigma =s-1}(\mathbf {r} ,t)}^{\star }&\cdots &{\psi _{\sigma =-s+1}(\mathbf {r} ,t)}^{\star }&{\psi _{\sigma =-s}(\mathbf {r} ,t)}^{\star }\end{bmatrix}}}
где выражение справа является эрмитово сопряжённым. Для массивной частицы со спином s имеется 2s + 1 компонент для частицы и ещё 2s + 1 для соответствующей античастицы (в каждом случае имеется 2s + 1 возможных значений проекций σ), вместе образующих 2(2s + 1)-компонент спинорного поля:
{\displaystyle \psi (\mathbf {r} ,t)={\begin{bmatrix}\psi _{+,\,\sigma =s}(\mathbf {r} ,t)\\\psi _{+,\,\sigma =s-1}(\mathbf {r} ,t)\\\vdots \\\psi _{+,\,\sigma =-s+1}(\mathbf {r} ,t)\\\psi _{+,\,\sigma =-s}(\mathbf {r} ,t)\\\psi _{-,\,\sigma =s}(\mathbf {r} ,t)\\\psi _{-,\,\sigma =s-1}(\mathbf {r} ,t)\\\vdots \\\psi _{-,\,\sigma =-s+1}(\mathbf {r} ,t)\\\psi _{-,\,\sigma =-s}(\mathbf {r} ,t)\end{bmatrix}}\quad \rightleftharpoons \quad {\psi (\mathbf {r} ,t)}^{\dagger }{\begin{bmatrix}{\psi _{+,\,\sigma =s}(\mathbf {r} ,t)}^{\star }&{\psi _{+,\,\sigma =s-1}(\mathbf {r} ,t)}^{\star }&\cdots &{\psi _{-,\,\sigma =-s}(\mathbf {r} ,t)}^{\star }\end{bmatrix}}}
с нижним индексом +, указывающим на частицу, и нижним индексом − на античастицу. Однако для безмассовых частиц со спином s всегда существуют только двухкомпонентные спинорные поля; одно для частицы в одном состоянии спиральности, соответствующем +s, а другое для античастицы в противоположном состоянии спиральности, соответствующем −s:
{\displaystyle \psi (\mathbf {r} ,t)={\begin{pmatrix}\psi _{+}(\mathbf {r} ,t)\\\psi _{-}(\mathbf {r} ,t)\end{pmatrix}}}
Согласно релятивистскому соотношению энергии-импульса все безмассовые частицы движутся со скоростью света, поэтому частицы, движущиеся со скоростью света, также описываются двухкомпонентными спинорами. Исторически сложилось так, что Эли Картан обнаружил наиболее общую форму спиноров в 1913 году, до спиноров, обнаруженных в РКМ после 1927 года.
Для уравнений, описывающих частицы с высшими спинами, включение взаимодействий далеко не просто минимальная связь, они приводят к неверным предсказаниям и самопротиворечиям. Для спина больше, чем ħ/2, РКМ не фиксируется массой, спином и электрическим зарядом частицы; электромагнитные моменты (электрические дипольные моменты и магнитные дипольные моменты), допускаемые спиновым квантовым числом произвольны. (Теоретически магнитный заряд тоже должен внести свой вклад). Например, частица со спином 1/2 имеет только магнитный диполь, но для частиц со спином 1 возможны также магнитные квадруполи и электрические диполи. Для получения дополнительной информации по этой теме см. Мультипольное разложение и (например) Cédric Lorcé (2009).

## Оператор скорости
Оператор скорости Шрёдингера/Паули может быть определён для массивной частицы с использованием классического определения p = m v и обычной подстановкой квантовых операторов:
{\displaystyle {\hat {\mathbf {v} }}={\frac {1}{m}}{\hat {\mathbf {p} }}}
которая имеет собственные значения, принимающие любое значение. В РКМ, теории Дирака, это:
{\displaystyle {\hat {\mathbf {v} }}={\frac {i}{\hbar }}\left[{\hat {H}},{\hat {\mathbf {r} }}\right]}
который должен иметь собственные значения в интервале между ± c. См. Преобразование Фолди — Ваутхайзена.

## Релятивистские квантовые лагранжианы
Гамильтоновы операторы в картине Шрёдингера представляют собой один из подходов к формированию дифференциальных уравнений для волновой функции ψ. Эквивалентная альтернатива состоит в том, чтобы определить лагранжиан (на самом деле это означает плотность лагранжиана), а затем сгенерировать дифференциальное уравнение с помощью теоретико-полевого уравнения Эйлера — Лагранжа:
{\displaystyle \partial _{\mu }\left({\frac {\partial {\mathcal {L}}}{\partial (\partial _{\mu }\psi )}}\right)-{\frac {\partial {\mathcal {L}}}{\partial \psi }}=0\,}
Для некоторых РКМ лагранжианов можно найти путём проверки. Например, лагранжиан Дирака:
{\displaystyle {\mathcal {L}}={\overline {\psi }}(\gamma ^{\mu }P_{\mu }-mc)\psi \,,}
а лагранжиан Клейна — Гордона:
{\displaystyle {\mathcal {L}}=-{\frac {\hbar ^{2}}{m}}\eta ^{\mu \nu }\partial _{\mu }\psi ^{*}\partial _{\nu }\psi -mc^{2}\psi ^{*}\psi \,.}
Это возможно не для всех уравнений РКМ; и это одна из причин, по которой теоретико-групповой подход Лоренца важен и привлекателен: фундаментальная инвариантность и симметрии в пространстве и времени могут быть использованы для получения РКМ с использованием соответствующих групповых представлений. Лагранжев подход с полевой интерпретацией волновой фкнкции ψ является предметом квантовой теории поля, а не РКМ: формулировка интеграла по траекториям Фейнмана использует инвариантные лагранжианы, а не гамильтоновы операторы, поскольку последние могут стать чрезвычайно сложными, см., например, Weinberg (1995).

## Релятивистский квантовый угловой момент
В нерелятивистской КМ оператор углового момента формируется из классического определения псевдовектора L = r × p. В РКМ операторы положения и импульса вставляются непосредственно там, где они появляются в орбитальном релятивистском тензоре углового момента, определяемом четырёхмерным положением и импульсом частицы, что эквивалентно бивектору в формализме внешней алгебры:
{\displaystyle M^{\alpha \beta }=X^{\alpha }P^{\beta }-X^{\beta }P^{\alpha }=2X^{[\alpha }P^{\beta ]}\quad \rightleftharpoons \quad \mathbf {M} =\mathbf {X} \wedge \mathbf {P} \,,}
всего шесть компонент: три — нерелятивистские 3-угловые моменты; M12 = L3, M23 = L1, M31 = L2, а остальные три M01, M02, M03 являются бустами центра масс вращающегося объекта. Для частиц со спином необходимо добавить дополнительный релятивистский квантовый вклад. Для частицы с массой покоя m тензор полного углового момента равен:
{\displaystyle J^{\alpha \beta }=2X^{[\alpha }P^{\beta ]}+{\frac {1}{m^{2}}}\varepsilon ^{\alpha \beta \gamma \delta }W_{\gamma }p_{\delta }\quad \rightleftharpoons \quad \mathbf {J} =\mathbf {X} \wedge \mathbf {P} +{\frac {1}{m^{2}}}\star (\mathbf {W} \wedge \mathbf {P} )}
где звездочка обозначает звезду Ходжа, а
{\displaystyle W_{\alpha }={\frac {1}{2}}\varepsilon _{\alpha \beta \gamma \delta }M^{\beta \gamma }p^{\delta }\quad \rightleftharpoons \quad \mathbf {W} =\star (\mathbf {M} \wedge \mathbf {P} )}
— псевдовектор Паули — Лубански. Для получения дополнительной информации о релятивистском спине см., например, Трошин и Тюрин (1994).

### Прецессия Томаса и спин-орбитальные взаимодействия
В 1926 году открыта прецессия Томаса: релятивистские поправки к спину элементарных частиц с применением в спин-орбитальном взаимодействии атомов и вращении макроскопических объектов. В 1939 году Вигнер вывел прецессию Томаса.
В классическом электромагнетизме и специальной теории относительности электрон, движущийся со скоростью v в электрическом поле E, но не в магнитном поле B, будет в своей собственной системе отсчёта испытывать магнитное поле B′ возникающее из преобразований Лоренца:
{\displaystyle \mathbf {B} '={\frac {\mathbf {E} \times \mathbf {v} }{c^{2}{\sqrt {1-\left(v/c\right)^{2}}}}}\,.}
В нерелятивистском пределе v << c :
{\displaystyle \mathbf {B} '={\frac {\mathbf {E} \times \mathbf {v} }{c^{2}}}\,,}
поэтому гамильтониан нерелятивистского спинового взаимодействия принимает вид:
{\displaystyle {\hat {H}}=-\mathbf {B} '\cdot {\hat {\boldsymbol {\mu }}}_{S}=-\left(\mathbf {B} +{\frac {\mathbf {E} \times \mathbf {v} }{c^{2}}}\right)\cdot {\hat {\boldsymbol {\mu }}}_{S}\,,}
где первый член — это уже нерелятивистское взаимодействие магнитных моментов, а второй — релятивистская поправка порядка (v/c)², но это расходится с экспериментальными атомными спектрами на множитель 1⁄2. На это указывал Л. Томас, что существует второй релятивистский эффект: составляющая электрического поля, перпендикулярная скорости электрона, вызывает дополнительное ускорение электрона, перпендикулярное его мгновенной скорости, поэтому электрон движется по криволинейной траектории. Электрон движется во вращающейся системе отсчета, и эта дополнительная прецессия электрона называется прецессией Томаса. Можно показать, что конечным результатом этого эффекта является то, что спин-орбитальное взаимодействие уменьшается вдвое, как если бы магнитное поле, испытываемое электроном, имеет только половину значения, а релятивистская поправка в гамильтониане принимает вид:
{\displaystyle {\hat {H}}=-\mathbf {B} '\cdot {\hat {\boldsymbol {\mu }}}_{S}=-\left(\mathbf {B} +{\frac {\mathbf {E} \times \mathbf {v} }{2c^{2}}}\right)\cdot {\hat {\boldsymbol {\mu }}}_{S}\,.}
В случае РКМ мнодитель 1⁄2 предсказывается уравнением Дирака.

## История
События, которые привели к созданию РКМ, а также её развитие до квантовой электродинамики (КЭД), резюмируются ниже [см., например, Р. Резника и Р. Эйсберга (1985) и П. В. Аткинса (1974) ]. Более полувека экспериментальных и теоретических исследований с 1890-х по 1950-е годы в новой и загадочной квантовой теории по мере её возникновения и развития показали, что ряд явлений не может быть объяснён одной нерелятивистской квантовой механикой. Специальная теория относительности, обнаруженная на рубеже 20-го века, оказалась необходимым компонентом, ведущим к унификации: РКМ. Теоретические предсказания и эксперименты в основном были сосредоточены на недавно появившихся атомной физике, ядерной физике и физике элементарных частиц; рассматривая спектроскопию, дифракцию и рассеяние частиц, а также электронов и ядер внутри атомов и молекул. Многочисленные результаты приписываются эффектами спина.
Альберт Эйнштейн в 1905 году объяснил фотоэлектрический эффект; корпускулятным описанием света как фотонов. В 1916 году Зоммерфельд объясняет тонкую структуру; расщепление спектральных линий атомов из-за релятивистских поправок первого порядка. Эффект Комптона 1923 года предоставил больше доказательств того, что специальная теория относительности действительно применима; в данном случае к корпускулярному описанию фотон-электронного рассеяния. Де Бройль распространил дуализм волна-частица на материю: соотношения де Бройля, которые согласуются со специальной теорией относительности и квантовой механикой. К 1927 году Дэвиссон и Джермер и отдельно Г. Томсон успешно продемонстрировали дифракцию электронов, предоставив экспериментальные доказательства корпускулярно-волнового дуализма.
- 1897 г. Дж. Дж. Томсон открывает электрон и измеряет отношение его массы к заряду. Открытие эффекта Зеемана: расщепление спектральной линии на несколько компонент в присутствии постоянного магнитного поля.
- 1908 г. Милликен измеряет заряд электрона и находит экспериментальные доказательства его квантования в эксперименте с каплей масла.
- 1911 г. Рассеяние альфа-частиц в эксперименте Гейгера — Марсдена под руководством Резерфорда показало, что атомы обладают внутренней структурой: атомным ядром[57].
- 1913 г. Открыт эффект Штарка: расщепление спектральных линий из-за статического электрического поля (сравните с эффектом Зеемана).
- 1922 г. Эксперимент Штерна — Герлаха: экспериментальные доказательства существования спина и его квантования.
- 1924 г. Стоунер изучает расщепление энергетических уровней в магнитных полях.
- 1932 г. Экспериментальное открытие нейтрона Чедвиком и позитронов Андерсоном, подтверждающее теоретическое предсказание позитронов.
- 1958 г. Открытие эффекта Мессбауэра: резонансное и безоткатное излучение и поглощение гамма-излучения атомными ядрами, связанными в твёрдом теле, полезно для точных измерений гравитационного красного смещения и замедления времени, а также для анализа ядерных электромагнитных моментов в сверхтонких взаимодействиях[58].

В 1935 году; Эйнштейн, Розен, Подольский опубликовали статью о квантовой запутанности частиц, ставя под сомнение квантовую нелокальность и очевидное нарушение причинно-следственной связи, поддерживаемой СТО: частицы могут мгновенно взаимодействовать на произвольных расстояниях. Это было заблуждением, поскольку информация не передаётся и не может передаваться в запутанных состояниях; скорее передача информации происходит в процессе измерения двумя наблюдателями (один наблюдатель должен послать другому сигнал, который не может превышать скорость света). QM не нарушает СТО. В 1959 году Бом и Ааронов публикуют статью об эффекте Ааронова — Бома, в которой ставится под сомнение статус электромагнитных потенциалов в квантовой механике. Формулировки тензора электромагнитного поля и электромагнитного 4-потенциала применимы в СТО, но в квантовой механике потенциалы входят в гамильтониан (см. выше) и влияют на движение заряженных частиц даже в областях, где поля равны нулю. В 1964 году в статье о парадоксе ЭПР была опубликована теорема Белла, показывающая, что квантовую механику нельзя вывести из локальных теорий со скрытыми переменными, если необходимо сохранить локальность.
В 1947 году был открыт лэмбовский сдвиг: небольшая разница в энергиях 2S1⁄2 и 2P1⁄2 уровней водорода из-за взаимодействия между электроном и вакуумом. Лэмб и Ретерфорд экспериментально измерили вынужденные радиочастотные переходы 2S1⁄2 и 2P1⁄2 уровня водорода с помощью микроволнового излучения. Объяснение сдвига Лэмба представлено Бете. Статьи об этом эффекте были опубликованы в начале 1950-х годов.
- 1943 г. Томонага начинает работу по перенормировке, оказавшую влияние на КЭД.
- 1947 г. Швингер вычисляет аномальный магнитный момент электрона. Куш измеряет аномальный магнитный момент электрона, подтверждая одно из важных предсказаний КЭД.

## Комментарии
1. ↑  Другие распространённые обозначения включают ms и sz, но это будет мешать выражениям с ненужными подстрочными обозначениями. Индексы σ не следует путать с тензорными индексами и матрицами Паули.
2. ↑  Эта спинорная нотация не обязательно стандартна; в литературе обычно встречается {\displaystyle \psi ={\begin{pmatrix}u^{1}\\u^{2}\end{pmatrix}}} или {\displaystyle \psi ={\begin{pmatrix}\chi \\\eta \end{pmatrix}}} и т. д., но в контексте частиц со спином 1/2, обычно используют такую неформальную запись.
3. ↑  Некоторые авторы, в том числе Пенроуз, используют латинские буквы в этом определении, хотя принято использовать греческие индексы для векторов и тензоров в пространстве-времени.